# Mayra Montaño
Mayra Migdonia Montaño Guisamano (San Lorenzo, provincia de Esmeraldas; 24 de diciembre de 1955)  conocida por su pseudónimo de La Bombón, es una animadora, reportera y política ecuatoriana. Actualmente es Concejala Municipal de Guayaquil, en representación de la Circunscripción Urbana 1 por el Partido Social Cristiano, y presentadora de noticias de comunidad.

## Biografía
Nació en San Lorenzo, provincia de Esmeraldas. A sus 15 años, viajó a Guayaquil para radicarse en esta ciudad, donde incursionó en la radio y luego en la televisión. Fue locutora de Radio Canela y formó parte del programa Divinas, de Canal Uno.
En 2013 anunció su candidatura a la viceprefectura por el Partido Social Cristiano, como binomio de César Rohón. Esta candidatura obtuvo un buen porcentaje de votación, aunque no ganó la elección.
Para las elecciones legislativas de 2017 fue elegida asambleísta nacional en representación de Guayas. Dentro de sus funciones como asambleísta, redactó distintos proyectos de ley, como un proyecto de reformas al Código Orgánico Integral Penal para sancionar a quienes cometan delitos contra la niñez y adolescencia, y otro para tipificar los delitos por femicidio.
Posteriormente, en 2019 renuncia al cargo para postularse como candidata a Concejala Municipal en representación de la circunscripción urbana 1, bajo la venia del mismo partido. Con ello, gana la elección y el curul correspondiente, además de ser la edil con mayor votación en la ciudad, contabilizando 222 766 votos a su favor.